# 庫克利捷山
41°39′54.55″N 23°28′15.68″E / 41.6651528°N 23.4710222°E

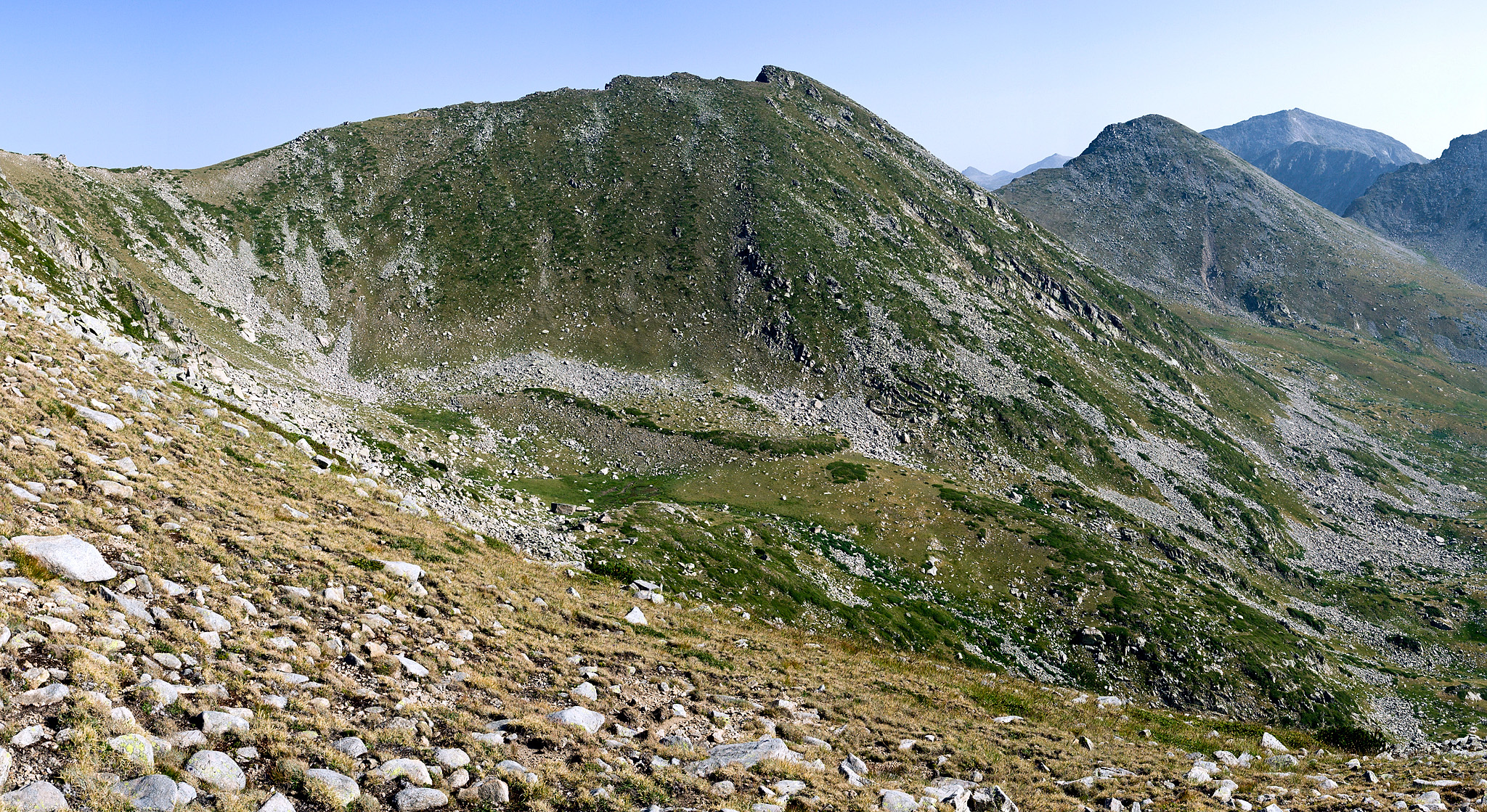

庫克利捷山是保加利亞的山峰，位於該國西南部，處於布拉戈耶夫格勒州，屬於皮林山脈的一部分，海拔高度2,686米，山體由花崗岩組成。